# Palais des sports du Kazakhstan
Pour les articles homonymes, voir Palais des sports.
 (avril 2025).
Si vous disposez d'ouvrages ou d'articles de référence ou si vous connaissez des sites web de qualité traitant du thème abordé ici, merci de compléter l'article en donnant les références utiles à sa vérifiabilité et en les liant à la section « Notes et références ».
Le palais des sports du Kazakhstan (en kazakh : Қазақстан спорт сарайы) est une salle omnisports d'Astana au Kazakhstan. Il a été construit en 1999.
La patinoire a une capacité de 5 500 spectateurs. Elle a accueilli notamment l'équipe de hockey sur glace du Barys de la Ligue continentale de hockey de 2008 à 2015 avant que le Barys n'intègre la Barys Arena.